# Петър Николов (строител)
Вижте пояснителната страница за други личности с името Петър Николов.
Петър Николов, известен още като Петър Николич, е български строител от XIX век.

## Биография
Петър Николов е роден в кичевското село Архангел, тогава в Османската империя. Става строител и оглавява тайфа, с която е активен в Неготинско. Сред творбите на тайфата на Николов са църквите „Възнесение Господне“ в Раяц (1870), „Света Троица“  (1872) в Мокране, „Света Троица“ в Роглево (1873) и „Св. св. Петър и Павел“ в Кобишница (1874).